# Volumendehnung
Die Volumendehnung ist eine Angabe über die relative Volumenänderung bei der Verformung eines Körpers.
Wenn das Volumen des Körpers sich vergrößert, liegt eine positive relative Dehnung (Ausdehnung, Expansion) vor, andernfalls eine negative relative Dehnung (Verdichtung, Kontraktion, Komprimierung) oder Kompression. Materialien, die zu beidem nicht fähig sind, weisen Inkompressibilität auf. Bei kleinen Verformungen (in erster Näherung) ist der Kompressionsmodul ein Maß für den Widerstand, den ein Material einer Kompression entgegensetzt.
Sie ist eine dimensionslose Größe mit Formelzeichen εv.

## Definition
Wenn der Körper ein Ausgangsvolumen {\displaystyle V} besitzt und ein momentanes Volumen {\displaystyle v}, dann ist die relative Volumendehnung
{\displaystyle \varepsilon _{v}:={\frac {v-V}{V}}}

## Kleine Deformationen

Ein Quader wird geringfügig in x-, y- und z-Richtung gedehnt. Die in den Dehnungen linearen Anteile der Volumenzunahme sind blau, grün bzw. rot markiert.

Bei der Streckung eines Körpers der Länge {\displaystyle L} auf die Länge {\displaystyle \ell } ist die Dehnung {\displaystyle \varepsilon } als das Längenverhältnis
{\displaystyle \varepsilon ={\frac {\ell -L}{L}}\quad \leftrightarrow \quad \ell =L(1+\varepsilon )}.
definiert. Bei der Verformung eines Quaders der Länge {\displaystyle L}, Breite {\displaystyle B} und Höhe {\displaystyle H} in x-, y- und z-Richtung eines Kartesischen Koordinatensystems ergeben sich analog Dehnungen {\displaystyle \varepsilon _{x},\varepsilon _{y}} und {\displaystyle \varepsilon _{z}} in x-, y- und z-Richtung, siehe Abbildung rechts. Das Volumen des Quaders ist ursprünglich {\displaystyle V=LBH} und nach der Deformation
{\displaystyle {\begin{array}{rcl}v&=&L(1+\varepsilon _{x})B(1+\varepsilon _{y})H(1+\varepsilon _{z})\\&=&LBH+LBH(\varepsilon _{x}+\varepsilon _{y}+\varepsilon _{z})+{\mathcal {O}}(\varepsilon ^{2})\\&=&V(1+\varepsilon _{x}+\varepsilon _{y}+\varepsilon _{z})+{\mathcal {O}}(\varepsilon ^{2})\end{array}}}
Das Landau-Symbol {\displaystyle {\mathcal {O}}(\varepsilon ^{2})} steht für Terme, die mindestens quadratisch in den Dehnungen sind und die bei kleinen Dehnungen vernachlässigt werden können. Die Volumendehnung ist deshalb die Summe der Dehnungen in x-, y- und z-Richtung:
{\displaystyle \varepsilon _{v}={\frac {v-V}{V}}=\varepsilon _{x}+\varepsilon _{y}+\varepsilon _{z}}.
Bei einachsigem Zug in x-Richtung gibt die Querkontraktionszahl ν das Verhältnis zur Dehnung in y- bzw. z-Richtung an: {\displaystyle \varepsilon _{y}=\varepsilon _{z}=-\nu \varepsilon _{x}}. Dann ist
{\displaystyle \varepsilon _{v}=(1-2\nu )\,\varepsilon _{x}}
In der Technischen Mechanik wird die Verformung von Körpern mit dem Verschiebungsfeld {\displaystyle {\vec {u}}(x,y,z,t)=(u_{x},u_{y},u_{z})} seiner Teilchen am Ort {\displaystyle {\vec {r}}=(x,y,z)} als Funktion der Zeit t beschrieben. Die Dehnungen in den Koordinatenrichtungen ergeben sich dann aus den Ableitungsfunktionen
{\displaystyle \varepsilon _{x}={\frac {\partial u_{x}}{\partial x}},\;\varepsilon _{y}={\frac {\partial u_{y}}{\partial y}},\;\varepsilon _{z}={\frac {\partial u_{z}}{\partial z}}}
und die Volumendehung ist die Divergenz des Verschiebungsfeldes:
{\displaystyle \varepsilon _{v}=\varepsilon _{x}+\varepsilon _{y}+\varepsilon _{z}={\frac {\partial u_{x}}{\partial x}}+{\frac {\partial u_{y}}{\partial y}}+{\frac {\partial u_{z}}{\partial z}}=:\operatorname {div} ({\vec {u}})}.
Damit ist die Divergenz ein Maß für das Auseinanderstreben (lateinisch divergere ‚auseinanderstreben‘) der Teilchen im Volumenelement.
Mit dem Linearisierten Verzerrungstensor ε mit den Komponenten
{\displaystyle \varepsilon _{ij}:={\frac {1}{2}}\left({\frac {\partial u_{i}}{\partial x_{j}}}+{\frac {\partial u_{j}}{\partial x_{i}}}\right),\quad i,j=x,y,z}
schreibt sich weiters:
{\displaystyle \varepsilon _{v}=\varepsilon _{x}+\varepsilon _{y}+\varepsilon _{z}=\operatorname {Sp} ({\boldsymbol {\varepsilon }})}.
Darin bildet Sp die Spur (erste Hauptinvariante) des Verzerrungstensors.

## Große Deformationen
Bei großen, endlichen oder finiten Deformationen eines Körpers muss zwischen den Koordinaten {\displaystyle {\vec {X}}} seiner Teilchen in der Ausgangskonfiguration und ihrer momentanen Position {\displaystyle {\vec {x}}} unterschieden werden. Zwischen diesen Koordinaten und der oben eingeführten Verschiebung besteht der Zusammenhang
{\displaystyle {\vec {x}}:={\vec {X}}+{\vec {u}}({\vec {X}},t)}
Werden zu diesem Teilchen drei weitere in (infinitesmal) kleinem Abstand benachbarte Teilchen an den Orten {\displaystyle {\vec {A}},{\vec {B}},{\vec {C}}} mit der Zeit verfolgt, geraten sie an die Orte {\displaystyle {\vec {a}},{\vec {b}},{\vec {c}}}. Dann transformiert der Deformationsgradient F den ersten Differenzvektor gemäß
{\displaystyle \mathrm {d} {\vec {a}}:={\vec {a}}-{\vec {x}}=\mathbf {F} \cdot ({\vec {A}}-{\vec {X}})=:\mathbf {F} \cdot \mathrm {d} {\vec {A}}}
und für {\displaystyle {\vec {B}},{\vec {C}}} entsprechend. Das Volumen des von den drei Differenzvektoren aufgespannten Spats (Parallelepipeds) berechnet sich mit dem Spatprodukt:
{\displaystyle {\begin{aligned}\mathrm {d} v&:=\mathrm {d} {\vec {a}}\cdot (\mathrm {d} {\vec {b}}\times \mathrm {d} {\vec {c}})={\begin{vmatrix}\mathrm {d} {\vec {a}}&\mathrm {d} {\vec {b}}&\mathrm {d} {\vec {c}}\end{vmatrix}}\\&={\begin{vmatrix}\mathbf {F} \cdot \mathrm {d} {\vec {A}}&\mathbf {F} \cdot \mathrm {d} {\vec {B}}&\mathbf {F} \cdot \mathrm {d} {\vec {C}}\end{vmatrix}}\\&=\operatorname {det} (\mathbf {F} ){\begin{vmatrix}\mathrm {d} {\vec {A}}&\mathrm {d} {\vec {B}}&\mathrm {d} {\vec {C}}\end{vmatrix}}\\&=\operatorname {det} (\mathbf {F} )\,\mathrm {d} {\vec {A}}\cdot (\mathrm {d} {\vec {B}}\times \mathrm {d} {\vec {C}})=:\operatorname {det} (\mathbf {F} )\,\mathrm {d} V\end{aligned}}}
worin det(…) und die senkrechten Striche |…| die Determinante des Arguments ausgeben. Bei kleinen Verschiebungen ist mit dem Verschiebungsgradient {\displaystyle \mathbf {H} :=\operatorname {grad} ({\vec {u}})}
det(F) ≈ 1 + Sp(H) = 1 + Sp(ε)
was im Einklang mit dem oben schon angegebenen Resultat ist. Auch der Zusammenhang
{\displaystyle \mathrm {Sp} (\mathbf {E} _{H})=\ln \left(\operatorname {det} (\mathbf {F} )\right)}
zwischen der Spur des Henky Verzerrungstensors und dem natürlichen Logarithmus des Volumenverhältnisses geht bei kleinen Verschiebungen in die schon bekannte Formel {\displaystyle \operatorname {Sp} ({\boldsymbol {\varepsilon }})=\varepsilon _{v}} über.

## Strömungsmechanik
In der Strömungsmechanik interessiert die Geschwindigkeit, mit der sich (infinitesimal) kleine, mit Fluid (Flüssigkeit oder Gas) gefüllte Volumina mit der Zeit ändern. Es ergibt sich:
{\displaystyle (\mathrm {d} v{\dot {)\,}}=\mathrm {div} ({\vec {v}})\,\mathrm {d} v}
wo der Überpunkt die Substantielle Ableitung, div(…) die Divergenz und {\displaystyle {\vec {v}}} das Geschwindigkeitsfeld der Strömung bezeichnen (nicht zu verwechseln mit dem Volumen {\displaystyle v} ohne Pfeil).
Denn Zeitableitung obiger Gleichung {\displaystyle \mathrm {d} v=\operatorname {det} (\mathbf {F} )\,\mathrm {d} V} liefert mit Jacobis Formel:
{\displaystyle {\begin{aligned}{\frac {\mathrm {d} }{\mathrm {d} t}}\mathrm {d} v&={\frac {\mathrm {d} }{\mathrm {d} t}}\operatorname {det} (\mathbf {F} )\,\mathrm {d} V\\&=\operatorname {Sp} \left(\operatorname {det} (\mathbf {F} )\mathbf {F} ^{-1}\cdot {\dot {\mathbf {F} }}\right)\,\mathrm {d} V\\&=\operatorname {Sp} \left({\dot {\mathbf {F} }}\cdot {\mathbf {F} }^{-1}\right)\,\operatorname {det} (\mathbf {F} )\,\mathrm {d} V\\&=\operatorname {Sp} (\mathbf {l} )\,\mathrm {d} v\\&=\operatorname {div} ({\vec {v}})\,\mathrm {d} v\end{aligned}}}
Darin ist {\displaystyle \operatorname {det} (\mathbf {F} )\mathbf {F} ^{-1}} die Adjunkte des Deformationsgradienten und l der Geschwindigkeitsgradient. Damit ist die Divergenz ein Maß für das Auseinanderstreben (lateinisch divergere ‚auseinanderstreben‘) der Fluidteilchen im Volumenelement.